# نواس (اسم)
نواس هو اسم علم مذكر من أصل عربي، ومعناه هو العنكبوت؛ سمي بذلك لاضطراب خيوطه من الفعل ناس تحرك وذبذب، وأبو نواس شاعر عباسي.

## وصلات خارجية
- موسوعة السلطان قابوس لأسماء العرب